# Мартишкіно (платформа)
Мартишкіно — зупинний пункт Жовтневої залізниці на дільниці Санкт-Петербург-Балтійський — Каліщі в історичному районі Мартишкіно міста Ломоносово. Деякі електропоїзди прямують через платформу без зупинки.